# Les Forbans
Pour les articles homonymes, voir Les Forbans (homonymie).
Les Forbans est un groupe de rock 'n' roll français des années 1980, formé en 1978 par des copains de classe alors âgés d’une quinzaine d’années. Ils répètent tous les jours dans un garage. Se sentant prêt pour la grande aventure, Les Forbans contactent un producteur pour enregistrer un premier disque.

## Biographie

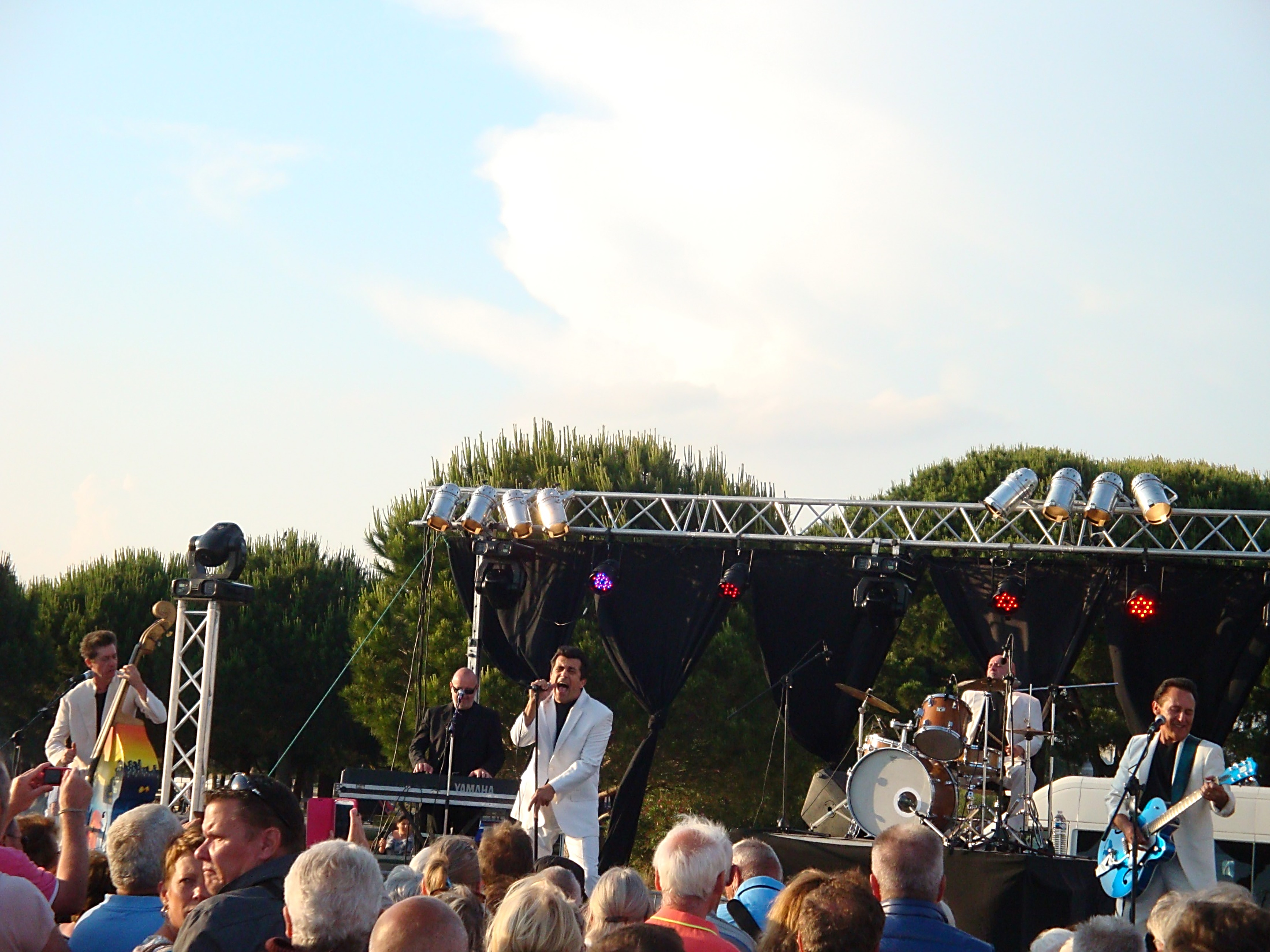
Les Forbans ont assuré un concert gratuit le 30 mai 2015 à la base de loisirs ou Base Nature François Léotard de Fréjus.

Le groupe est formé par des adolescents, copains de classe, qui commencent à se populariser en 1978, date de leur formation. En 1980, le groupe se constitue d'Albert « Bébert » Kassabi, au chant, Christophe Camilotte à la guitare solo, Jean-Louis Bergerin à la guitare rythmique, Dominique Lupo à la basse et Patrick Papain aux claviers. Cette même année, ils sortent un premier 45 tours, intitulé Le Rock des copains, puis un album 33 tours en 1981, qui portera le même nom.
À l’aube de l’année 1982, Christophe Camilotte quitte le groupe pour laisser place à Philippe Masse. En 1983, les Forbans décident d'adapter le titre d'Ernie Maresca intitulé Shout! Shout! (Knock Yourself Out). Bébert se charge d'écrire de nouvelles paroles, ce qui donnera naissance à Chante, un morceau qui dépassera les deux millions d'exemplaires vendus. L’album du même nom suivra dans la foulée avec des compositions de tous les membres du groupe. L'autre single issu de cet album est Lève ton ful de là.
En 1987, les six garçons se séparent. Bébert fait cavalier seul, sous le pseudonyme d’Albert Alone. Quant au reste des membres, ils décident de tenter leur chance sans lui en baptisant leur nouveau groupe Les Forbank's. Bébert reforme le groupe en 1990 avec deux des éléments originels : Michel « Chelmi » Papain à la batterie et Philippe « Selmar » Masse, guitariste arrivé en 1982. Michel « Keuss » Pin accepte de tenir le rôle de contrebassiste[Quand ?]. En 1991, deux musiciens additionnels se greffent au groupe lors des concerts, Philippe Pregno au saxophone et Didier Collet au piano.
En 2017, Philippe Masse quitte le groupe, remplacé par un guitariste de rock metal, Martial « Marty » Allart. De janvier à avril 2020, le groupe participe à la tournée Âge tendre, la tournée des idoles aux côtés de Michèle Torr, Herbert Léonard et Claude Barzotti notamment. Cette même année, le groupe tente de sillonner la France, malgré la crise sanitaire qui frappe le pays, mais il se heurte à une trentaine d'annulations de concerts.

## Polémiques

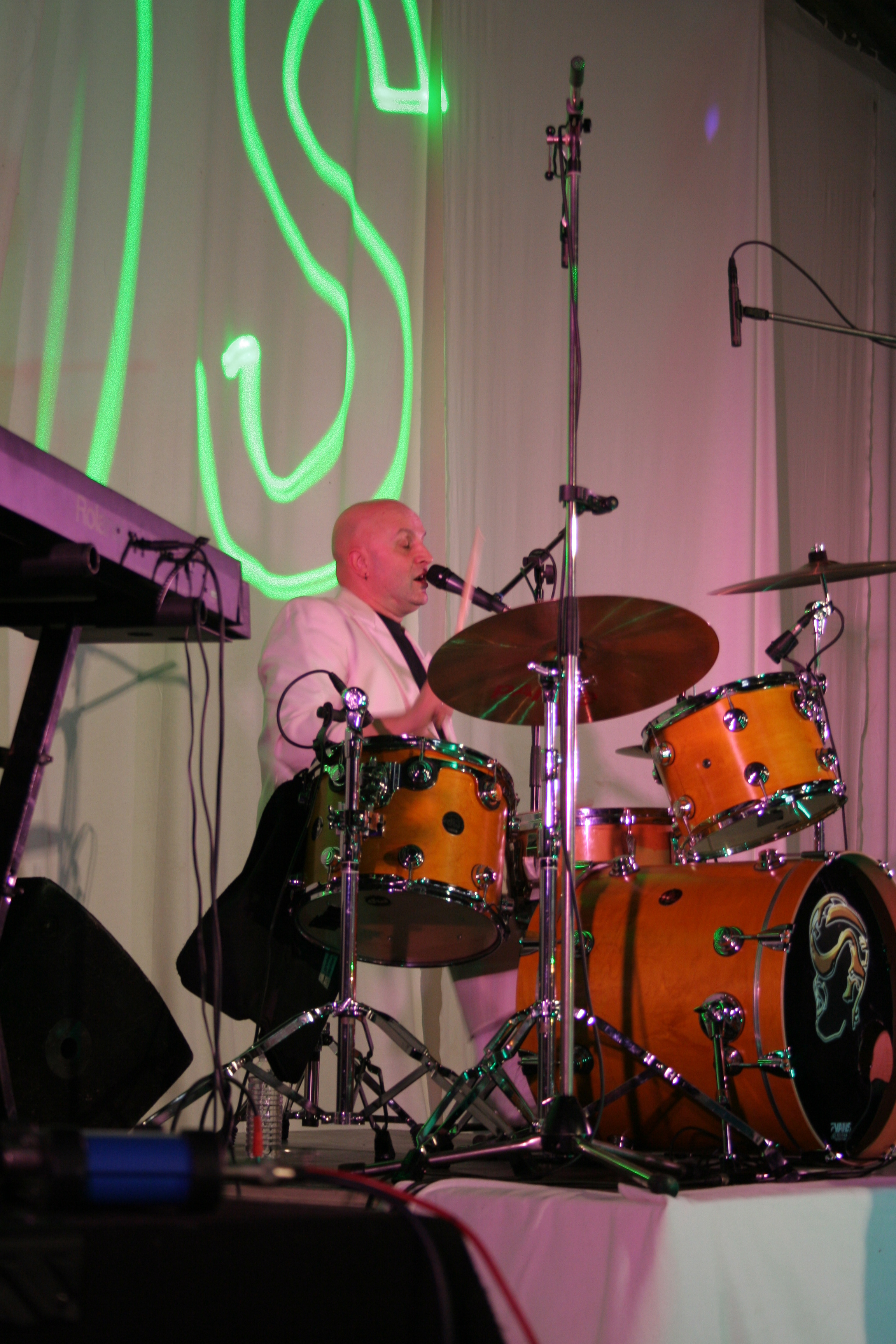
Michel « Chelmi » Papain, en concert avec Les Forbans lors de Ornexpo 2010 à Alençon.

En décembre 2012, France Télévisions révèle que le groupe s’apprête à chanter dans un gala privé du Front national (FN). Le chanteur du groupe, Bébert, se justifie notamment en expliquant avoir simplement reçu une réponse favorable du FN au démarchage du groupe. Le chanteur ajoute : « Il ne faut diaboliser personne. J'ai toujours adoré la controverse. Au moment où la mode était au disco, moi je faisais du rock 'n' roll ! Je pense que l'artiste ne doit pas faire de politique. Tous les artistes qui en font sont des crétins,. »
En septembre 2017, une nouvelle polémique éclate lorsque le groupe accepte de jouer dans la commune d'Hayange dirigée par un élu frontiste, Fabien Engelmann, pour animer La Fête du cochon.
En janvier 2021, Bébert manifeste à Paris, aux côtés des Patriotes — parti politique fondé et présidé par Florian Philippot —, contre les mesures sanitaires prises en France pour lutter contre la pandémie de Covid-19. À cette occasion, il tient publiquement des propos qui ne passent pas inaperçus et ne tardent pas à créer polémiques et bad buzz sur les réseaux sociaux,.

## Membres
- Albert « Bébert » Kassabi — chant (depuis 1980)
- Michel « Keuss » Pin — contrebasse (depuis 1989)
- Martial  « Marty » Allart — guitare (depuis 2016)
- Michel « Chelmi » Papain — batterie (depuis 1980)

### Anciens membres
- Philippe Masse (1981-2016) - guitare Solo
- Dominique Lupo (1980-1989) - guitare basse
- Jean-Louis Bergerin (1980-1989) - guitare rythmique
- Patrick Papain (1980-1989) - piano électrique, orgue
- Christophe Camilotte (1980-1981) - guitare Solo

## Discographie

### Compilations
- 1984 : Programme Plus
- 1990 : La Megacompil des Forbans
- 1995 : Best of Tubes
- 2001 : Le Meilleur des Forbans, inclut Chante
- 2003 : Le Very meilleur des Forbans
- 2003 : Anthologie

### 45 tours
- 1980 : Le Rock des copains / Le Rock du poulailler
- 1981 : Hot Dog Special / Yé Yé
- 1982 : Lève ton ful de la / Dis-le moi
- 1982 : Chante / Demain je t'enlève
- 1982 : La Fille du flipper / Mon casque et mon K7
- 1984 : Tape des mains / Verlanvers
- 1984 : Flip-Flap / Sois pas radine
- 1985:  Diana / Tic Tac Rock
- 1986 : Hey Valérie / Les Talons qui swinguent
- 1986 : Banana's Boulevard / Eh Boy
- 1986 : C'est la fête / Guitare mec
- 1990 : La Bamba / Un instant avec toi
- 1990 : Medley Version 90 / Be Bop
- 1990 : T'as Tout Compris / Vis ta vie
- 1990 : Sale Caractère / Il était tu vois
- 1991 : Miss Madame tout le monde / Tarzan
- 1992 : Solitude City / On m'a dit qu'avant
- 1992 : Blouser Le temps / Quand je serai grand
- 1994 : Hey Mambo ! (Version Remix) / Hey Mambo !

### Divers
- 1983 : Au Temps Des Surprises-Parties / La Leçon De Danse (Billy accompagné par Les Forbans)
- 1984 : Ça me mine / Dis-moi - Karine, réalisation, direction artistique et arrangements : Jean-Louis Bergerin et Albert Kassabi (deux membres des Forbans)
- 1988 : Marylou Brandy / Pourquoi ? (Les Forbanks = Les Forbans sans Bébert)
- 1988 : Toi Recherches L’Amour / Délinquance (Albert Alone = Bébert sans Les Forbans)

## Filmographie
- 1986 : Banana's Boulevard de Richard Balducci